# Víctor Moya
Víctor Moya (ur. 24 października 1982) – kubański skoczek wzwyż.

## Kariera
W 2005 r. na Mistrzostwach Świata w Lekkoatletyce w Helsinkach zdobył w tej dyscyplinie srebrny medal wynikiem 2,29 m (nowy rekord życiowy). Dwa tygodnie później na mityngu w Brukseli poprawił go o 2 cm (na 2,31 m). 10 września 2005 r. w Monako ustanowił kolejny rekord życiowy, skacząc 2,35 m. Zwycięzca igrzysk panamerykańskich (2007). Na kolejnych Mistrzostwach Świata w Lekkoatletyce w Osace zajął 5. miejsce.

## Osiągnięcia
| Rok  | Impreza                             | Miejsce        | Pozycja           | Wynik   |
| ---- | ----------------------------------- | -------------- | ----------------- | ------- |
| 2005 | Mistrzostwa świata                  | Helsinki       | 2. miejsce        | 2,29 PB |
| 2005 | Światowy finał lekkoatletyczny IAAF | Monako         | 1. miejsce        | 2,35 PB |
| 2006 | Halowe mistrzostwa świata           | Moskwa         | 4. miejsce        | 2,30 PB |
| 2007 | Igrzyska panamerykańskie            | Rio de Janeiro | 1. miejsce        | 2,32    |
| 2007 | Mistrzostwa świata                  | Osaka          | 5. miejsce        | 2,30    |
| 2008 | Halowe mistrzostwa świata           | Walencja       | 5. miejsce        | 2,27    |
| 2011 | Mistrzostwa świata                  | Taegu          | el. – 28. miejsce | 2,21    |
| 2011 | Igrzyska panamerykańskie            | Guadalajara    | 3. miejsce        | 2,26    |
| 2012 | Igrzyska olimpijskie                | Londyn         | el. – 20. miejsce | 2,21    |

## Rekordy życiowe
| Konkurencja          | Rezultat | Data             | Miejsce  |
| -------------------- | -------- | ---------------- | -------- |
| Skok wzwyż (stadion) | 2,35     | 10 września 2005 | Monako   |
| Skok wzwyż (hala)    | 2,31     | 3 lutego 2007    | Arnstadt |